# Waudo
L'arrondissement (ou canton) de Waudo (hangeul : 와우도구역 ; hanja : 臥牛島區域) est l'un des arrondissements (ou cantons) qui constituent la ville nord-coréenne de Nampo (l'autre étant Hanggu). Il comprend la partie ouest de la ville.

## Divisions administratives
L'arrondissement (ou canton) de Waudo est composé de seize quartiers (tong) et de cinq communes (ri).

### Quartiers
- Chindo (진도동 ; 進島洞)
- Chinsu (진수동 ; 進水洞), anciennement ŏgnyanggi (억량기리 ; 億兩機里)
- Chisan (지산동 ; 芝山洞)
- Hoichang (회창동 ; 會倉洞)
- Kapmun-1 (갑문1동 ; 閘門1洞)
- Kapmun-2 (갑문2동 ; 閘門2洞)
- Masa (마사동 ; 麻沙洞)
- Masan (마산동 ; 麻山洞)
- Namhŭng (남흥동 ; 南興洞)
- Namsan (남산동 ; 南山洞)
- Ryongjŏng (룡정동 ; 龍井洞)
- Ryongsu (룡수동 ; 龍水洞)
- Saekil (새길동 ; 새길洞)
- Sŏhung (서흥동 ; 西興洞)
- Taedae (대대동 ; 大代洞)
- Waudo (와우도동 ; 臥牛島洞)

### Villages
- Hwado (화도리 ; 火島里)
- Ryŏngnam (령남리 ; 嶺南里)
- Sinryŏng (신령리 ; 新寧里)
- Sogang (소강리 ; 蘇康里)
- Songgwang (송관리 ; 松串里)

## Histoire
De 1960 à 1967, le centre de la ville se développe, ainsi que l'est, qui connaît une croissance importante. De 1977 à 1993, c'est l'ouest de la ville qui grandit. Ce développement est amplifié par la mise en service du barrage de Nampo, dans l'arrondissement de Waudo, en 1986. Puis, aux alentours de 1995, le développement de la ville reprend vers Hanggu, à l'est.